# Camelobaetidius cayumba
Camelobaetidius cayumba, popularmente conhecida como efemérida ou siriruia, é uma espécie de efemeróptero da família dos betídeos (Baetidae).

## Nome
O nome popular efemérida foi construído com base no nome do gênero Ephemera + o sufixo -ída. Seu primeiro registro remonta o século XVII. Siriruia, ou suas formas alternativas sililuia e sirirujá, aparentemente derivavam de aleluia (do latim alleluĭa ou halleluiah) por cruzamento com siriri.

## Taxonomia
Camelobaetidius cayumba foi descrita por Traver & Edmunds em 1968. Faz parte da família dos betídeos.

## Descrição

### Macho
O macho de Camelobaetidius cayumba apresenta como principais características diagnósticas a presença de protuberâncias anteronotal e metascutelar arredondadas, além de marcas escuras proeminentes nos tergos abdominais II, III e VI. A marca no segmento II tem forma sub-retangular, no III assume o formato de um “W” e no VI apresenta-se sem forma definida. O primeiro segmento do fórceps é desprovido de projeção distomedial, enquanto a margem posterior da placa subgenital é convexa e projetada posteriormente. O corpo tem comprimento entre 4,0 e 4,5 milímetros e asas anteriores medindo de 4,1 a 4,2 milímetros. As asas posteriores têm cerca de 0,8 milímetro de comprimento. A tíbia da perna I mede 1,4 milímetro, a da II 1,0 milímetro e a da III entre 0,8 e 0,9 milímetro.
A cabeça é marrom, com olhos compostos preto-amarelados e conchas avermelhadas. As antenas apresentam escapo e pedicelo marrom-claros e flagelo amarelo-claro. No tórax, o pronoto é marrom-escuro e o mesonoto marrom com a sutura medioparapsidal mais escura. As pernas são amareladas, com os tarsos das pernas média e posterior possuindo um pequeno espinho apical. As proporções das pernas indicam tíbias e tarsos relativamente longos em relação aos fêmures. A asa anterior é hialina com nervuras marrom-claras, apresentando quatro nervuras transversais na área estigmática que não tocam a veia subcostal e intercalares marginais pareadas, exceto entre ICu2 e A. O comprimento da asa anterior é aproximadamente 2,6 vezes a sua largura. A asa posterior é igualmente hialina, com duas nervuras longitudinais completas e um processo costal pontiagudo no terço basal.
O abdome apresenta tergos marrom-claros com as já mencionadas marcas escuras nos segmentos II, III e VI. Os segmentos IV e V são mais claros, enquanto a traqueia é preta. Os esternos são amarelados, com os segmentos VII a IX esbranquiçados. Os filamentos caudais são esbranquiçados com tonalidades de marrom. A genitália tem os segmentos da pinça esbranquiçados com marrom; o segmento I da pinça mede 0,2 vezes o comprimento do segmento II e é desprovido de projeção distomedial. O segmento II é estreito na porção submedial e o segmento III é alongado, com comprimento 4,2 vezes maior que a largura e cerca de 0,2 vezes o comprimento do segmento II. A margem posterior da placa subgenital é convexa e projetada posteriormente.

### Fêmea
A fêmea de Camelobaetidius cayumba também apresenta protuberâncias anteronotal e metascutelar arredondadas, além de marcas escuras sem forma definida nos tergos abdominais I, II e V. O comprimento corporal varia entre 4,0 e 4,5 milímetros, com cercos medindo 6,4 milímetros. As asas anteriores atingem 4,8 milímetros de comprimento e as posteriores, 0,7 milímetro. As tíbias das pernas I, II e III medem respectivamente 1,0 milímetro, entre 0,9 e 1,1 milímetro e entre 0,8 e 0,9 milímetro.
Na cabeça, as antenas têm escapo, pedicelo e flagelo marrom-claros. O tórax possui pronoto marrom, mas de tonalidade mais clara que no macho. O mesonoto é marrom com a margem da sutura medioparapsidal mais escura, o sublateroscuto é marrom e a protuberância posterior do escudo é esbranquiçada. O metanoto é marrom e o prosterno esbranquiçado. As pernas mostram proporções distintas: na perna I, a tíbia é 1,5 vezes o comprimento do fêmur e os tarsos, 0,5 vezes; na perna II, a tíbia é duas vezes o comprimento do fêmur e os tarsos, 0,4 vezes; na perna III, a tíbia é 0,5 vezes o comprimento do fêmur e os tarsos, 0,3 vezes.
A asa anterior apresenta cinco nervuras transversais na área estigmática que não tocam a veia subcostal. O comprimento de cada nervura intercalar é cerca de metade da distância entre as nervuras longitudinais adjacentes, com o comprimento total da asa sendo cerca de 2,5 vezes sua largura. As asas posteriores mantêm as mesmas características gerais do gênero. O abdome é marrom-alaranjado, com os segmentos I, II e V apresentando manchas escuras de contorno indefinido. O esterno é amarelado, com os segmentos VII a IX esbranquiçados.

## Distribuição e habitat
A espécie é endêmica da América do Sul, onde ocorre no Peru, Guiana Francesa, Colômbia e Brasil. No Brasil, está presente nos estados do Ceará, Espírito Santo, Goiás, Maranhão, Pernambuco, Piauí, Rondônia e Roraima, nos biomas da Amazônia, Caatinga, Cerrado e Mata Atlântica. Segundo CTFB, a espécie é encontrada em todos os estados brasileiros. Em termos hidrológicos, ocorre nas sub-bacias do Doce, do litoral de Alagoas, Pernambuco, Paraíba, Ceará e Piauí, do Madeira, do Negro, do Baixo Paraíba e do Alto Tocantins.

## Ecologia
As espécies do gênero Camelobaetidius apresentam adaptações morfológicas que lhes permitem se fixar firmemente nas superfícies do substrato de rios com correnteza rápida, utilizando para isso garras tarsais especializadas. Esse comportamento indica uma estreita associação com ambientes de águas correntes e substratos específicos, sugerindo que podem depender de habitats bem preservados, com pouca alteração física ou química, para sua sobrevivência.

## Conservação
Em 2018, Camelobaetidius cayumba foi classificada como pouco preocupante (LC) no Livro Vermelho da Fauna Brasileira Ameaçada de Extinção do Instituto Chico Mendes de Conservação da Biodiversidade (ICMBio). Em sua área de distribuição, está presente em algumas áreas de conservação: a Área de Proteção Ambiental Serra da Ibiapaba (APA Serra da Ibiapaba), a Reserva Biológica do Jaru (Rebio Jaru) e a Terra Indígena São Marcos (TI São Marcos).